# Blyantspidser
En blyantspidser er et instrument til at spidse en blyant med: Blyanten anbringes i en åbning i blyantspidseren, hvis udformning sikrer at blyantspidsen har den rigtige vinkel i forhold til den indbyggede kniv. Med en almindelig blyantspidser drejer man manuelt blyanten rundt i hullet, hvorved kniven skræller tynde lag af blyantspidsen. Der findes elektriske blyantspidsere som den der er vist på billedet til højre, hvor en batteridrevet elektromotor sørger for at dreje kniven i forhold til blyantspidsen.

## Blyantspidsere til almindelige blyanter og farveblyanter
Visse blyantspidsere er forsynet med to forskellige åbninger med hver sin kniv: Den ene åbning former blyantspidsen i en mere spids vinkel end den anden; den er til brug med normale blyanter. Til farveblyanter bruges den anden åbning, som af hensyn til farveblyanternes mere sårbare, kulørte "grafit" giver blyantspidsen en mindre spids vinkel.

## Stavning
Retskrivningsordbogen staver ordet "blyantspidser" eller "blyantsspidser".